# Salsa andalusa
La salsa andalusa o andalouse è una specialità della cucina belga, una salsa composta da maionese, concentrato di pomodoro e peperoni (come il peperoncino o il peperone arrostito) tipicamente servito con patatine fritte. Alcune ricette usano la vellutata o salsa spagnola al posto della maionese. Nonostante il nome, non vi è alcun collegamento con la regione spagnola di Andalusia.